# Chew Magna

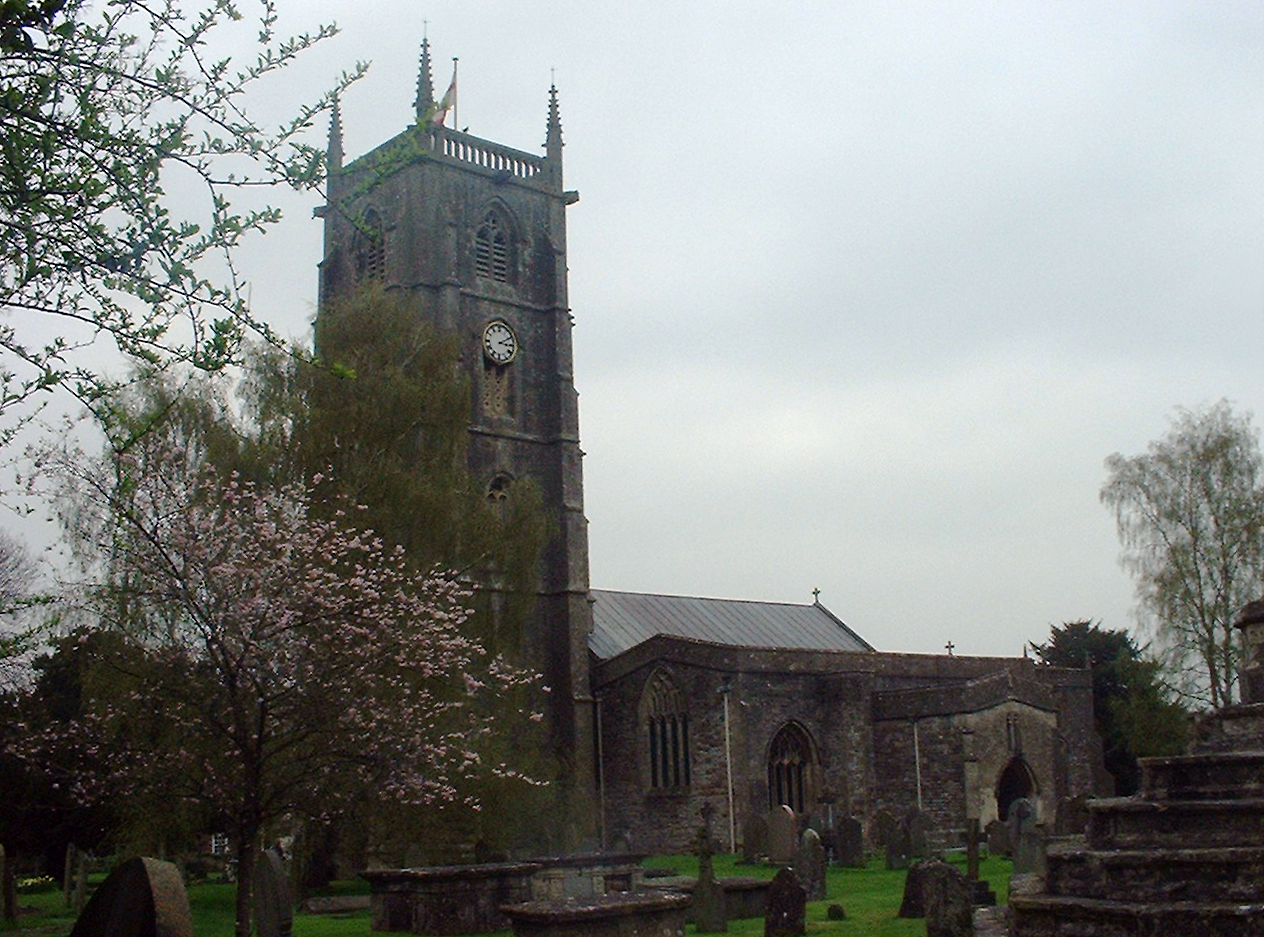
La Chiesa di Sant'Andrea

Chew Magna (1.200 ab. ca.) è un villaggio con status di parrocchia civile della contea inglese del Somerset (Inghilterra sud-occidentale), situato nella Chew Valley (la valle formata dai fiumi Chew ed Avon) ed appartenente - dal punto di vista amministrativo - all'autorità unitaria di Bath and North East Somerset. È il più grande villaggio del distretto.
Importante centro laniero nel Medioevo, è stato giudicato il miglior villaggio inglese nel 2011.

## Etimologia
Il nome del villaggio deriva da quello del fiume Chew, toponimo forse riconducibile alla parola gallese cyw, che significa "cucciolo" o "pollo". In origine il villaggio si chiamava Chew Episcopi o Bishop's Chew, in quanto era di proprietà dei vescovi di Bath; fu chiamato "Chew Magna" a partire dal 1600 ca., in quanto maggiore villaggio della valle lungo il fiume Chew.

## Geografia fisica

### Collocazione
Il villaggio Chew Magna si trova ai margini delle Mendip Hills ed è situato a circa 16 km a sud di Bristol, a circa 24 km a nord di Wells e a circa 16 km. ad ovest di Bath.

## Società

### Evoluzione demografica
Al censimento del 2001, la parrocchia civile di Chew Magna contava una popolazione di 1.161 abitanti.

## Storia
Del villaggio si hanno notizie già in epoca sassone.
Dal 1062 al 1528, il feudo di Chew era di proprietà dei vescovi di Bath.
Gli stessi vescovi costruirono, nel 1250, un palazzo vicino alla Chiesa di Sant'Andrea.
Il villaggio possedette una dogana fino al 1880.
Tra il XIX e il XX secolo, il villaggio perse la sua importanza nel campo del commercio della lana.
Il 10 e l'11 luglio 1968, il villaggio, come altre località della Chew Valley, fu investito da una disastrosa inondazione.

## Edifici e luoghi d'interesse

### Chiesa di Sant'Andrea
L'edificio principale di Chew Magna è la Chiesa di Sant'Andrea, costruita intorno al 1062 ed inserita tra gli edifici classificati di primo grado.

### Tudor House
Altro importante edificio è la casa di epoca Tudor (Tudor House), ricostruita in stile gotico vittoriano da John Norton nel 1874.